# It's a Tensta Thing
 It's a Tensta thing är hiphop-artisten Adam Tenstas debutalbum. 

## Låtlista
1. "It's a Tensta thing"
2. "Bangin' On The System"
3. "My Cool"
4. "Walk With Me"
5. "Dopeboy" (feat. Eboi)
6. "See U watchin" (feat. Nitti Gritti)
7. "Do The Right Thing"
8. "They Wanna Know"
9. "I'm sayin'" (feat. Isay)
10. "80's Baby"
11. "S.T.O.L.D." (feat. Eboi)
12. "Incredible" (feat. Isay)
13. "Before U Know It"
14. "Same Face"

## Singlar
- 2006 - Bangin on the system
- 2007 – They Wanna Know
- 2007 – My Cool
- 2008 – Before U Know It
- 2008 – Dopeboy